# Dietmar Haaf
Dietmar Haaf (* 6. März 1967 in Stuttgart-Bad Cannstatt) ist ein ehemaliger deutscher Weitspringer.

## Leben
Haaf startete zunächst für die TSF Ditzingen bzw. Leichtathletikgemeinschaft (LG) Glems, für die er 1986 Juniorenweltmeister wurde. Ende der Saison 1986 wechselte er zu Salamander Kornwestheim. Er war achtmaliger Deutscher Meister, zuletzt 1996, und mehrfach Vizemeister bei weiteren Veranstaltungen im Inland.
1989 gewann er Silber bei den Hallenweltmeisterschaften in Budapest. Im Jahr darauf siegte er bei den Halleneuropameisterschaften in Glasgow und bei den Europameisterschaften in Split mit einer Weite von 8,25 m, erzielt im zweiten Versuch, und 1991 triumphierte er bei den Hallenweltmeisterschaften in Sevilla.
Beim denkwürdigen Wettkampf der Leichtathletik-Weltmeisterschaften 1991 in Tokio, als Mike Powell mit Weltrekord (8,95 m) vor Carl Lewis die Goldmedaille gewann, belegte Haaf Rang vier. 1992 nahm er an den Olympischen Spielen in Barcelona teil, schied aber in der Qualifikation aus. 1994 wurde er in Paris zum zweiten Mal Halleneuropameister.
Bis März 2009 hielt er mit 8,25 m den deutschen Hallenrekord im Weitsprung, ehe er als Rekordhalter von Sebastian Bayer abgelöst wurde. Dietmar Haaf ist 1,73 m groß und wog in seiner aktiven Zeit 64 kg. Im Jahr 1997 beendete Haaf seine Laufbahn.
Neben seiner sportlichen Karriere absolvierte Haaf ein Maschinenbaustudium in Stuttgart und Los Angeles. Er arbeitet heute (2022) als Projektingenieur bei der Mercedes-Benz AG und lebt in Leonberg.

## Internationale Ergebnisse
| Jahr | Wettbewerb                    | Platz | Weite |
| ---- | ----------------------------- | ----- | ----- |
| 1985 | Junioreneuropameisterschaften | 5.    | 7,66  |
| 1986 | Halleneuropameisterschaften   | VK    | 7,48  |
| 1986 | Juniorenweltmeisterschaften   | 1.    | 7,93  |
| 1986 | Europameisterschaften         | Q     | 7,74  |
| 1987 | Weltmeisterschaften           | Q     | 7,51  |
| 1988 | Halleneuropameisterschaften   | 5.    | 7,79  |
| 1989 | Halleneuropameisterschaften   | 5.    | 7,96  |
| 1989 | Hallenweltmeisterschaften     | 2.    | 8,17  |
| 1990 | Halleneuropameisterschaften   | 1.    | 8,11  |
| 1990 | Europameisterschaften         | 1.    | 8,25  |
| 1991 | Hallenweltmeisterschaften     | 1.    | 8,15  |
| 1991 | Weltmeisterschaften           | 4.    | 8,22  |
| 1992 | Halleneuropameisterschaften   | VK    | 7,69  |
| 1992 | Olympischen Spiele            | Q     | 7,85  |
| 1993 | Hallenweltmeisterschaften     | Q     | 7,67  |
| 1994 | Halleneuropameisterschaften   | 1.    | 8,15  |
| 1994 | Europameisterschaften         | Q     | 7,55  |

## Bestleistungen
- Weitsprung: 8,25 m, 30. August 1990, Split
  - Halle: 8,25 m, 26. Februar 1989, Sindelfingen (deutscher Rekord bis März 2009)